# 勝澤洋
勝澤 洋（かつざわ ひろし、1978年3月16日 - ）は日本のイスラム教埋葬技師、元音楽家。O型、静岡県静岡市出身。

## 略歴
2010年にイスラム教の埋葬工法として衛生的かつ埋葬時の安全性のあるコンクリート構造の埋葬システムを考案し日本で初めて清水霊園イスラーム墓地で施工したとされる。各国のイスラム教の埋葬方法を施工できる日本で唯一の存在である。
2022年12月20日放送のTBSテレビ「NEWS23」に出演、国山ハセンの父親の埋葬、墓石設置の施工をしたとされる。
高校卒業後音楽家を目指し上京、神戸智浩らとバンドを組み、SNAIL RAMP、スタンスパンクス、SOURCE、LONG SHOT PARTYは当時のバンド仲間でもある。

## 関連文献
- 大澤広嗣「清水霊園イスラーム墓地と宗教法人」『季刊清水』第49巻、戸田書店、2016年12月、 40-43頁。
- 相談員のための多文化ハンドブック＝社会福祉編＝下巻　公益財団法人 愛知県国際交流協会